# Rio Macaé
Rio Macaé är ett vattendrag i Brasilien.   Det ligger i delstaten Rio de Janeiro, i den sydöstra delen av landet, 1 000 km sydost om huvudstaden Brasília.